# Andrea Giorgini
Andrea Giorgini (Fano, 22 aprile 2002) è un calciatore italiano, difensore del Südtirol.

## Caratteristiche tecniche
Difensore centrale dal fisico imponente, è abile nell'impostazione del gioco e nei contrasti difensivi.

## Carriera
Cresciuto nel settore giovanile del Fano, dopo aver collezionato due presenze in prima squadra, il 31 gennaio 2020 viene ceduto in prestito all'Ascoli, che lo inserisce nella propria formazione Primavera. Il 25 settembre seguente passa, sempre a titolo temporaneo, al Latina, militante in Serie D; con il club pontino ottiene il ripescaggio in Serie C, venendo poi acquistato a titolo definitivo dai nerazzurri. Il 25 febbraio 2022 rinnova fino al 2024 con la squadra laziale.
Il 14 gennaio 2023 viene acquistato dal Südtirol, con cui si lega fino al 2026. Segna i primi goal con la maglia bianco-rossa (e in Serie B) il 9 marzo 2025, quando mette a referto una doppietta nella vittoria esterna per 1-5 contro il Cittadella.

## Statistiche

### Presenze e reti nei club
Statistiche aggiornate al 14 maggio 2025.
| Stagione        | Squadra         | Campionato      | Campionato | Campionato | Coppe nazionali | Coppe nazionali | Coppe nazionali | Coppe continentali | Coppe continentali | Coppe continentali | Altre coppe | Altre coppe | Altre coppe | Totale | Totale |
| Stagione        | Squadra         | Comp            | Pres       | Reti       | Comp            | Pres            | Reti            | Comp               | Pres               | Reti               | Comp        | Pres        | Reti        | Pres   | Reti   |
| --------------- | --------------- | --------------- | ---------- | ---------- | --------------- | --------------- | --------------- | ------------------ | ------------------ | ------------------ | ----------- | ----------- | ----------- | ------ | ------ |
| 2019-gen. 2020  | Fano            | C               | 1          | 0          | CI-C            | 2               | 0               | -                  | -                  | -                  | -           | -           | -           | 3      | 0      |
| 2020-2021       | Latina          | D               | 34+2       | 2          | -               | -               | -               | -                  | -                  | -                  | -           | -           | -           | 36     | 2      |
| 2021-2022       | Latina          | C               | 31         | 1          | CI-C            | 0               | 0               | -                  | -                  | -                  | -           | -           | -           | 31     | 1      |
| 2022-gen. 2023  | Latina          | C               | 19         | 0          | CI-C            | 1               | 0               | -                  | -                  | -                  | -           | -           | -           | 20     | 0      |
| Totale Latina   | Totale Latina   | Totale Latina   | 84+2       | 3          |                 | 1               | 0               |                    | -                  | -                  |             | -           | -           | 87     | 3      |
| gen.-giu. 2023  | Südtirol        | B               | 0          | 0          | CI              | -               | -               | -                  | -                  | -                  | -           | -           | -           | 0      | 0      |
| 2023-gen. 2024  | Südtirol        | B               | 32         | 0          | CI              | 1               | 0               | -                  | -                  | -                  | -           | -           | -           | 33     | 0      |
| 2024-2025       | Südtirol        | B               | 30         | 2          | CI              | 1               | 0               | -                  | -                  | -                  | -           | -           | -           | 31     | 0      |
| Totale Südtirol | Totale Südtirol | Totale Südtirol | 62         | 2          |                 | 2               | 0               |                    | -                  | -                  |             | -           | -           | 64     | 0      |
| Totale carriera | Totale carriera | Totale carriera | 141+2      | 5          |                 | 5               | 0               |                    | -                  | -                  |             | -           | -           | 148    | 5      |